# Dongmolla silvestrii
Dongmolla silvestrii is een hooiwagen uit de familie Assamiidae.